# Кротов Микола Федорович
Микола Федорович Кротов (нар. 1898, Харків, Російська імперія — пом. 1978, Харків, СРСР) — радянський футболіст і тренер. Заслужений майстер спорту.

## Життєпис
Народився і виріс у Харкові. Футбольну майстерність шліфував у поєдинках дворових команд. Був палким вболівальником команди «Штурм», яка проводила свої ігри поряд з домом Миколи Кротова. З шістнадцяти років виступав у її складі.
Учасник першої світової війни. На фронт пішов солдатом. За особисту хоробрість отримав офіцерське звання — прапорщика. Командував взводом. Нагороджений орденом Святої Анни.
У 20-х роках «Штурм» був провідною командою Харкова. Неодноразово перемагав у першостях міста. Його основу складали вчорашні фронтовики: Іван Натаров, Микола Казаков, Іван Привалов, Яків Алфьоров, Микола Капустін, Іван Колотухін. Капітаном клубу став Микола Кротов — універсальний футболіст, який з однаковим успіхом міг грати у будь-якому амплуа, але найкраще виступав на позиції лівого захисника.
У складі збірної Харкова чотири рази перемагав у чемпіонатах УРСР. 1924 року збірна міста, як переможець республіканського турніру, брала участь у чемпіонаті СРСР. У півфіналі харків'яни здобули перемогу над збірною Закавказзя, а у вирішальному поєдинку забили на один м'яч більше у ворота команди Ленінграда.
1925 року збірна СРСР провела один офіційний матч і 11 неофіційних поєдинків. В десяти іграх сезону брав участь і Микола Кротов. До реєстру ФІФА внесений матч 15 травня в Анкарі зі збірною Туреччини. У складі гостей, які здобули перемогу, виступало двоє харків'ян — Микола Кротов і Іван Привалов. Неодноразово захищав кольори збірної УРСР.
1926 року був призначений директором новозбудованого стадіону «Трактор». Паралельно виступав у команді Харківського паровозобудівного заводу і збірній міста. У 1934 році організував першу в місті дитячо-юнацьку футбольну школу. Протягом двох років працював у Державному інституті фізкультури України.
1936 року очолив клуб «Спартак». Наступного року команда грала у чвертьфіналі кубка СРСР. Два сезони провела в елітному дивізіоні: 1938 року зайняла 21 місце серед 26 учасників незавершеної першості 1941 року.
Під час Німецько-радянської війни працював у шпиталях. У повоєнний час повернувся в Харків і спільно з Петром Паровишніковим відродив місцеву команду «Локомотив». Працював на посаді начальника команди. 1947 року йому було надане почесне спортивне звання «Заслужений майстер спорту СРСР».
Помер 1978 року в Харкові. Похований на третьому міському кладовищі.

## Досягнення
- Чемпіон СРСР (1): 1924
- Чемпіон УРСР (4): 1922, 1923, 1924, 1927